# Seifenblasen-Nebel
Der Seifenblasen-Nebel wurde am 6. Juli 2008 vom Amateurastronomen Dave Jurasevich entdeckt und am 16. Juli 2009 von der Internationalen Astronomischen Union (IAU) als neuer planetarischer Nebel mit der Bezeichnung PN G75.5+1.7 anerkannt.
Die feine kugelförmige Struktur liegt in den Außenbereichen einer Wasserstoffwolke im Sternbild Schwan unweit des Mondsichelnebels NGC 6888 und ist wegen ihrer sehr zarten Färbung auch auf Spezialfotografien kaum erkennbar. Eine unabhängige Entdeckung gelang am 16. Juli 2008 den Amateurastronomen K.Quattrocchi und Mel Helm; ein Farbkomposit der Zweitentdecker wurde am 13. November 2008 von der NASA und MTU zum Astronomy Picture of the Day gekürt.
Diese Entdeckungsaufnahmen wurden mit schmalbandigen Filtern im Licht der roten H-alpha- und SII-Spektrallinien bzw. der blaugrünen O-III-Linie mit 21 Stunden Belichtungszeit gemacht. Dass in dieser gut erforschten Stelle der Milchstraße ein Nebel so lange verborgen blieb, liegt an seinem äußerst geringen Kontrast gegen die umgebende Wasserstoff-HII-Region. Dieser alte Rest einer „Sternleiche“ zeigt noch weitere zarte Filamente und regte inzwischen die Suche nach ähnlichen Gaswolken unserer Galaxis an.
Falls sich der Seifenblasen-Nebel in ähnlicher Entfernung wie diese Wolke befindet, ist er etwa 4000 Lichtjahre von der Erde entfernt. Nähere  spektroskopische Untersuchungen müssen weiteren Aufschluss über die Eigenschaften und die Entstehung des Seifenblasen-Nebels geben.